# Ribera Baixa
La Ribera Baixa (in castigliano: Ribera Baja) è una delle 34 comarche della Comunità Valenciana, con una popolazione di 78 070 abitanti in maggioranza di lingua valenciana; suo capoluogo è Sueca.
Amministrativamente fa parte della provincia di Valencia, che comprende 17 comarche.